# 克拉斯諾皮利亞

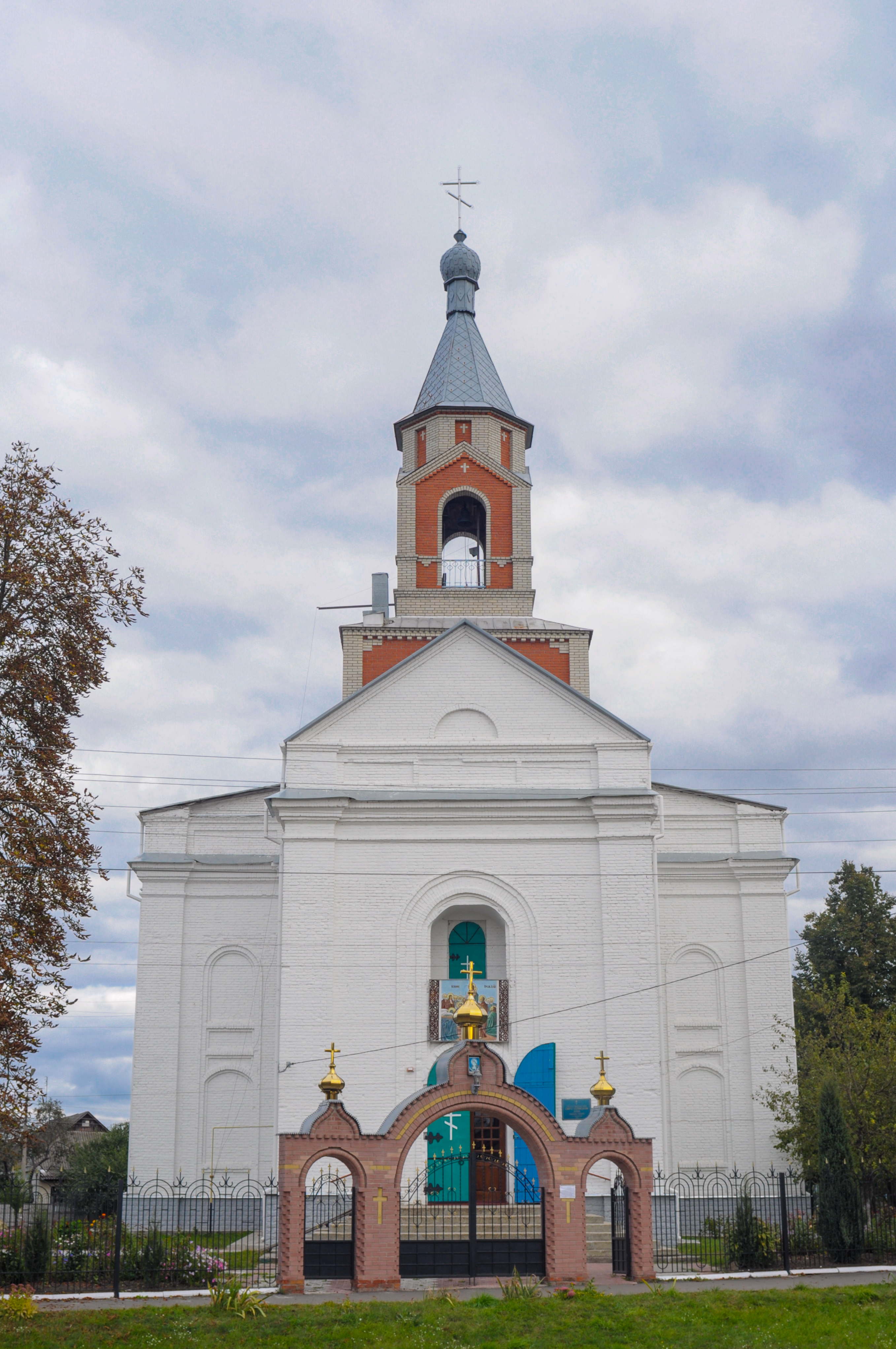
教堂

克拉斯諾皮利亞（烏克蘭語：Краснопілля），是烏克蘭東北部蘇梅州蘇梅區克拉斯诺皮利亚市镇内的市級鎮及其行政中心。曾是原克拉斯諾皮利亞區的区府。距離蘇梅42公里，始建於1640年，2014年人口8,341。